# Xel Há (sitio arqueológico)
Xel Há (pronunciado [ʃel xa]) (en maya: Xel Ja', "entrada de agua") es un sitio arqueológico maya, ubicado en una caleta de agua cristalina sobre la costa oriental de la Península de Yucatán, México, al norte del estado de Quintana Roo, conformado por diversos adoratorios, plataformas, templos y palacios, también cuenta con pinturas murales mayas en algunas de sus edificaciones entre las que destacan representaciones mitológicas con una notable influencia teotihuacana.Durante la época prehispánica, Xel Há constituyó un centro ceremonial y un gran puerto marítimo comercial maya amurallado cuya edificación inició en el periodo clásico alrededor del 200 d. C. y continuo en apogeo hasta el 600 d. C., posteriormente en el periodo posclásico alrededor del 1200 d. C. presentó un gran crecimiento poblacional y continuó su ocupación prehispánica hasta la llegada de los conquistadores españoles en 1521 donde finalmente cayó en el abandono, para 1527 fue ocupada temporalmente por los colonizadores y para 1550 se estima que el sitio ya había quedado completamente en ruinas.

## Localización e historia del sitio
Xel Há está localizado al sur de la ciudad de Playa del Carmen, en la denominada Riviera Maya en la costa del Caribe de la Península de Yucatán.

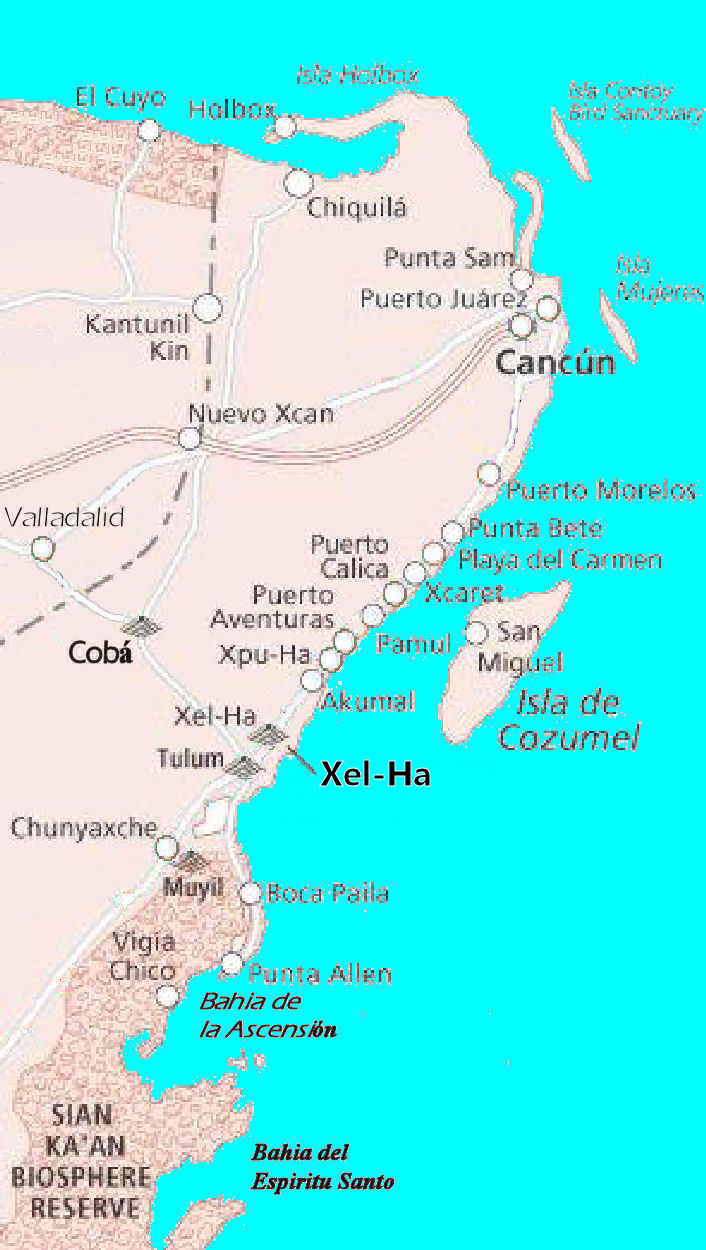
Norte de Quintana Roo, en México

No hay aún certeza respecto a la fundación de la ciudad maya, pero se sabe que fue ocupada durante los primeros dos siglos d. C.  y que se mantuvo activa en el periodo clásico y posclásico, es decir durante al menos un milenio. La mayor parte de los edificios que se conocen fueron reconstruidos en el posclásico tardío y no fue abandonada sino hasta entrado el siglo XIX. En 1841 John Lloyd Stephens y Frederick Catherwood descubrieron una estela datada hacia el año 564 d. C. 
Xel Há fue uno de los puertos de la ciudad maya de Cobá; otros, lo fueron Tankah y Tulum. Fue probablemente un punto clave en el intercambio marítimo de los mayas y otros pueblos de la cuenca del Caribe durante los siglos VII y XII y que atrajo la atención de los conquistadores españoles en el siglo XVI. 
El lugar fue usado como base de las fuerzas españolas durante la fracasada expedición de 1527 conducida por Francisco de Montejo, el Adelantado. Montejo, que había obtenido autorización del rey de España para conquistar la Península de Yucatán, cruzó desde la isla de Cozumel para establecerse en lo que se llamaría "Salamanca de Xel Há", el primer campamento español en la península. Los suministros que había traído, sin embargo, fueron insuficientes para hacer la aventura exitosa y perdurable. A pesar de intentos para allegarse alimentos en la región, los primeros meses de estadía resultaron adversos para el intento en razón de las enfermedades y el hambre. Tras perder cincuenta hombres, Montejo intentó forzar a sus hombres a quedarse, usando la misma táctica de Hernán Cortés de quemar las naves en la que habían llegado.
Eventualmente el grupo dejado en Xel Há por Montejo realizó excursiones hacia el norte de la península, reconociendo Ekab, cerca de Cabo Catoche. Una buena parte de los efectivos del conquistador fueron perdidos en una batalla con los mayas cerca del poblado de Aké, y otros fueron muertos durante las ocasionales redadas de los mayas de la región.
La llegada de un barco proveniente de Santo Domingo con provisiones y refuerzos permitió limitar la desastrosa situación de los españoles. Todavía hicieron otra expedición hacia el sur, hasta llegar a la ciudad actual de Chetumal (Chactemal para los mayas) en donde tuvieron la intención de asentarse, lo cual también fracasó. Dieciocho meses después de la llegada de las fuerzas de Montejo a la costa oriental de Yucatán, el campamento de Salamanca de Xel Há y todas las posiciones de la región fueron abandonadas por los conquistadores, que habrían de re-emprender su proyecto desde la costa opuesta de la península, en lo que ahora es San Francisco de Campeche.

## Locaciones Relevantes
No cabe duda de que durante la época prehispánica, Xel-Há fue uno de los puertos más importantes de las rutas comerciales mayas. Si bien es cierto que el sitio tuvo su origen entre los años 200 y 600 de nuestra era, su mayor desarrollo lo alcanzó entre el 1200 y el 1550. El centro ceremonial está conformado por cinco grupos de edificios y palacios comunicados por sacbés, palabra que proviene de las voces mayas sac 'blanco' y be 'camino', es decir que eran caminos elevados cubiertos por estuco blanco o cal de entre 4 y 20m de ancho y hasta 300 km de largo, y servían para conectar plazas y templos o grupos estructurales dentro de las ciudades mayas, o incluso para conectar ciudades. Las edificaciones más relevantes del centro ceremonial son las siguientes:
- Grupos del Palacio. Construido durante el Clásico temprano (300-600 d. C.); es el grupo más antiguo y más grande de Xel-Há; se asienta sobre una prominencia natural y cuenta con una serie de plataformas habitacionales,[8] edificios y altares cuya arquitectura sugiere una influencia del Petén guatemalteco.
- Las Pilastras.[8] Edificio tipo palacio en el que seguramente habitaron los gobernantes de la ciudad. El basamento muestra dos periodos constructivos y a su primera etapa corresponden las ocho columnas que le da nombre.
- Grupo Lothrop.[8] Conformado por un pequeño grupo de basamentos de piedra con escalinatas que presentan sólo una etapa constructiva; llamado en honor de uno de los arqueólogos que estudiaron el área maya, Samuel K. Lothrop.
- Grupo de los Pájaros. Su estructura principal es la llamada Casa de los Pájaros,[8] edificio semidestruido que conserva en su interior espléndidas pinturas murales. Entre los motivos pictóricos, que incluyen diversas aves propias de la región y una serie de glifos, se encuentra un personaje que ha sido identificado como Tláloc, dios de la lluvia en el centro de México, cuyos rasgos muestra una marcada influencia teotihuacana.
- Grupo del Jaguar. Custodiado por las azules aguas de un profundo cenote, este conjunto se compone de cinco templetes que se alzan sobre una plataforma. Estos templetes conservan sus dinteles de madera de chicozapote y en sus muros aún quedan restos de pinturas con imágenes de manos impresas en vivos colores. El templo más importante del grupo es la Casa del Jaguar,[8] que muestra restos de una pintura con la figura de un felino en posición descendente.